# Pável Najímov
Pável Stepánovich Najímov (en ruso: Павел Степанович Нахимов; 5 de julio de 1802 - 12 de julio de 1855) fue un almirante ruso, uno de los más famosos de la historia de la Armada de Rusia, célebre por haber sido comandante de las fuerzas navales y terrestres en el Sitio de Sebastopol, durante la Guerra de Crimea.

## Biografía
Nació el 5 de julio de 1802 en el pueblo de Gorodok, dentro del uyezd de Vyazma, de la Gobernación de Smolensk (Imperio ruso). En 1815, cuando Najímov tenía 13 años, entró a la Morskóy Dvoryánskiy Korpus (Escuela Naval para la Nobleza), ubicada en San Petersburgo. Su primer viaje por el mar lo hizo en el año 1817, a bordo del barco Feniks, recorriendo las costas de Suecia y Dinamarca. Poco después, Najímov fue promovido al cargo de oficial no comisionado. En febrero de 1818, Najímov paso varias pruebas y exámenes para iniciarse como Guardiamarina e inmediatamente fue asignado a la tripulación Flotski Ekipazh, de la Flota Naval Rusa del Báltico.
Al principio de su carrera naval, la experiencia de Najímov se limitó haciendo viajes por el Mar Báltico, e inclusive un viaje más extenso del puerto del Mar Blanco de Arjánguelsk a la base naval de Kronstadt, cerca de San Petersburgo. En marzo de 1822, Najímov fue asignado a la fragata Kreiser ("Cruiser"); y la embarcación participó en una expedición alrededor del mundo, dirigida por el oficial naval y explorador ruso Mijaíl Lázarev, quien ya tenía cierta experiencia realizado este tipo de viajes.
Durante aquel viaje, el cual duro alrededor de tres años, Najímov fue ascendido al grado de teniente. Al concluir el viaje, Najímov recibió su primer condecoración, la Orden de San Vladimiro (grado IV). Después, regresó a Smolensk y fue asignado al buque de guerra de 74 cañones "Azov", el cual realizó su viaje inaugural desde Arjánguelsk a Kronstadt, en el otoño de 1826.
En el verano de 1827, Azov navegó hacia el Mediterráneo como buque insignia de la escuadra rusa bajo el mando del contralmirante Lodewijk van Heiden,  para una expedición conjunta con las armadas francesas y británicas contra los otomanos. Justo antes partir, Azov fue visitado por el zar Nicolás I de Rusia, quien ordenó que en el caso de que se presentaran hostilidades, atacar al enemigo "como los rusos lo hacen".
Durante la Guerra de Crimea, Najímov se distinguió por aniquilar a la flota otomana en Sinope, en el año de 1853. Su momento más fino vino durante el sitio de Sebastopol, donde él y el almirante Vladímir Kornílov organizaron desde el principio la defensa de tierra de la ciudad y su puerto, que era la base de la Flota del Mar Negro.

### Fallecimiento

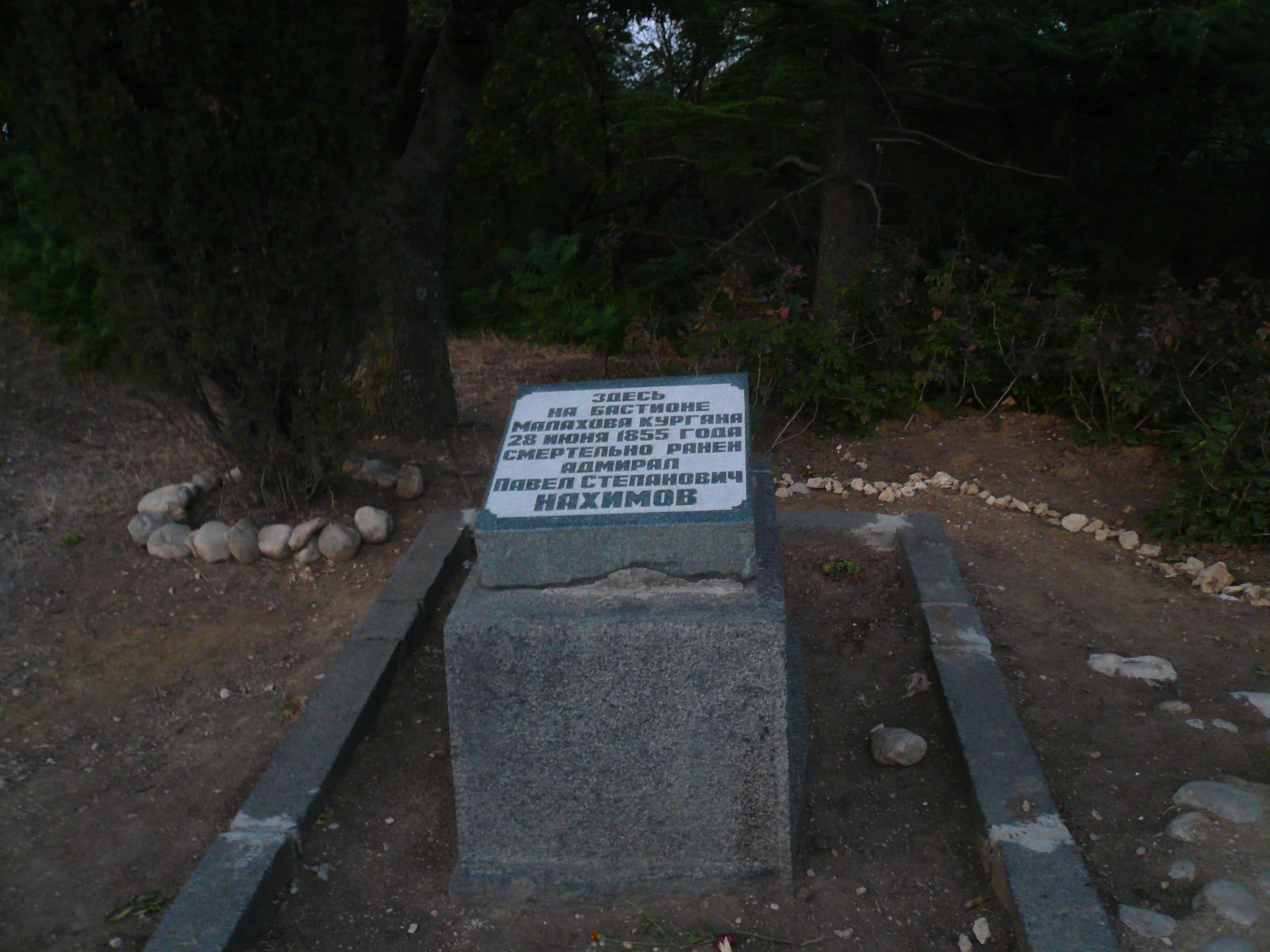
Placa conmemorativa al almirante P. S. Najímov en el lugar donde ocurrió su muerte

El 12 de julio  (30 de junio, según el calendario juliano) de 1855, mientras Najímov inspeccionaba construcciones de defensa avanzada en Sebastopol, alrededor de las 6:30 p. m. fue gravemente herido de bala en la cabeza por un francotirador. Falleció dos días después, estando hospitalizado.

## Condecoraciones
- Orden de San Vladimiro, cuarta clase (1825; el viaje en la fragata "Cruiser")
- Orden de San Jorge, cuarta clase (1827; por su servicio en la batalla de Navarino)
- Orden de Santa Ana, segunda clase (1830)
- Orden de Santa Ana, segunda clase con la Corona Imperial (1837; por su excelente servicio diligente y celoso)
- Orden de San Vladimiro , tercera clase (1842; por su excelente servicio diligente y celoso)
- Marca de distinción por servicio bezporochnoy XXV años (1846)
- Orden de San Estanislao, primera clase (1847)
- Orden de Santa Ana, primera clase (1849)
- Orden de Santa Ana, primera clase con la Corona Imperial (1851)
- Orden de San Vladimiro, segunda clase (1853; por la exitosa transferencia de la 13.ª División)
- Orden de San Jorge, segunda clase (1853; por la victoria en la batalla de Sinope)
- Orden del Águila Blanca (1855; por sus acciones de defensa en el sitio de Sebastopol (1854-1855))
- Orden del Baño (Reino Unido)
- Orden del Redentor (Grecia)